# Tambor de crioula
Tambor de crioula ou punga é uma dança de origem africana praticada por descendentes de escravos africanos no estado brasileiro do Maranhão, em louvor a São Benedito, um dos santos mais populares entre os negros. É uma dança alegre, marcada por muito movimento dos brincantes e muita descontração.
Os motivos para a realização do Tambor de Crioula são variados, incluindo pagamento de promessas a São Benedito, festas de aniversário, celebração de chegada ou despedida de familiares e amigos, comemoração de vitórias de times de futebol, matanças de bumba-meu-boi, festas de Preto Velho ou simples reuniões entre amigos. Embora praticado em qualquer época do ano, o Tambor de Crioula tem maior frequência durante o Carnaval e as festas juninas. A relevância da manifestação foi formalmente reconhecida pela Lei nº 13.248, de 12 de janeiro de 2016, que estabeleceu 18 de junho como o Dia do Tambor de Crioula.
Em 2007, foi registrado como forma de expressão e patrimônio Cultural do Brasil - aprovado pelo Instituto do Patrimônio Histórico e Artístico Nacional (IPHAN) - ao lado de manifestações como o marabaixo (Amapá), o carimbó (Pará), o  maracatu (Pernambuco) e a arte kusiwa do povo indígena waiãpi (Amapá).

## Histórico e origens
O processo de registro do Tambor de Crioula como Patrimônio Cultural Imaterial do Brasil pelo IPHAN foi resultado de uma pesquisa abrangente que durou dois anos, estruturada em três fases sucessivas.
A primeira etapa, realizada entre dezembro de 2004 e junho de 2005, foi coordenada pela cientista social Valdenira Barros e consistiu no mapeamento das principais manifestações culturais da Ilha de São Luís, utilizando a metodologia do Inventário Nacional de Referências Culturais (INRC). Nesse levantamento, o Tambor de Crioula foi identificado como referência significativa para o patrimônio e a identidade cultural da região, descrito a partir de seus elementos coreográficos, poéticos e musicais, bem como de sua dimensão religiosa e de sua estreita ligação com os grupos afro-maranhenses.
A segunda etapa, desenvolvida entre janeiro e julho de 2006, novamente sob a coordenação de Valdenira Barros, envolveu entrevistas com sessenta e um representantes de grupos de Tambor de Crioula. Foram coletados depoimentos sobre recordações pessoais, eventos históricos, dados sociais e ocupacionais dos brincantes, transcrições de toadas, conhecimentos técnicos de canto e dança, além de explicações sobre crenças religiosas. Embora a pesquisa tenha se concentrado na Ilha de São Luís, incursões ao interior revelaram variações, como a presença de homens dançando em roda lateral com movimentos semelhantes à capoeira, padrões rítmicos diferenciados e a ausência de grupos formalmente organizados ou de vestimentas padronizadas.
A terceira e última fase, iniciada em agosto de 2006, foi coordenada pelo antropólogo Rodrigo Martins Ramassote e centrou-se na descrição pormenorizada para o registro no Livro das Formas de Expressão. Como resultado, foi publicada a obra Tambores da Ilha, que sintetizou o conhecimento etnográfico produzido, suprindo a lacuna bibliográfica desde o estudo pioneiro de Sérgio Ferretti em 1979. Também foi produzido um DVD com entrevistas e apresentações, atendendo às exigências de documentação do IPHAN. Reuniões com representantes dos grupos serviram para esclarecer dúvidas sobre o processo de registro e os conceitos de preservação e salvaguarda. O dossiê de candidatura, submetido a avaliações técnicas e jurídicas, foi aprovado em 2007, com deliberação favorável do Conselho Consultivo do IPHAN.
Embora seja difícil estabelecer um local e data precisos para o surgimento de manifestações culturais populares — geralmente originadas de tradições orais e transmitidas por gerações — há registros históricos do Tambor de Crioula desde a primeira metade do século XIX. A referência mais antiga conhecida data de 1818, feita pelo frei Francisco de Nossa Senhora dos Prazeres, que descreveu uma "dança denominada batuque", praticada por escravizados com tambores e cantoria.
Relatos históricos e depoimentos de mestres mais velhos indicam que, ao longo do século XIX, o Tambor de Crioula enfrentou perseguição, preconceito e hostilidade. O médico e literato maranhense Antônio Henriques Leal, no Pantheon Maranhense (1873–1875), empregou linguagem depreciativa ao descrevê-lo, refletindo as teorias raciais vigentes entre as elites da época. Apesar disso, sua descrição detalhada confirma a preservação de elementos essenciais — como movimentos coreográficos, técnicas corporais, a parelha de instrumentos, a punga e os elementos cênicos — sem alterações significativas, demonstrando a continuidade histórica e o profundo enraizamento da prática no universo recreativo e religioso afro-maranhense.
Durante o período colonial, o Tambor de Crioula tornou-se espaço de resistência e preservação da identidade e memória negra. Escravizados utilizavam canto e dança para reafirmar valores, crenças e tradições, encontrando nessa manifestação um momento de lazer e liberdade simbólica, mesmo sob a opressão do sistema escravocrata. Suas canções, transmitidas oralmente, abordavam comportamentos, sentimentos e costumes cotidianos da comunidade negra, reforçando seu papel como veículo de memória coletiva.

## Coreografia

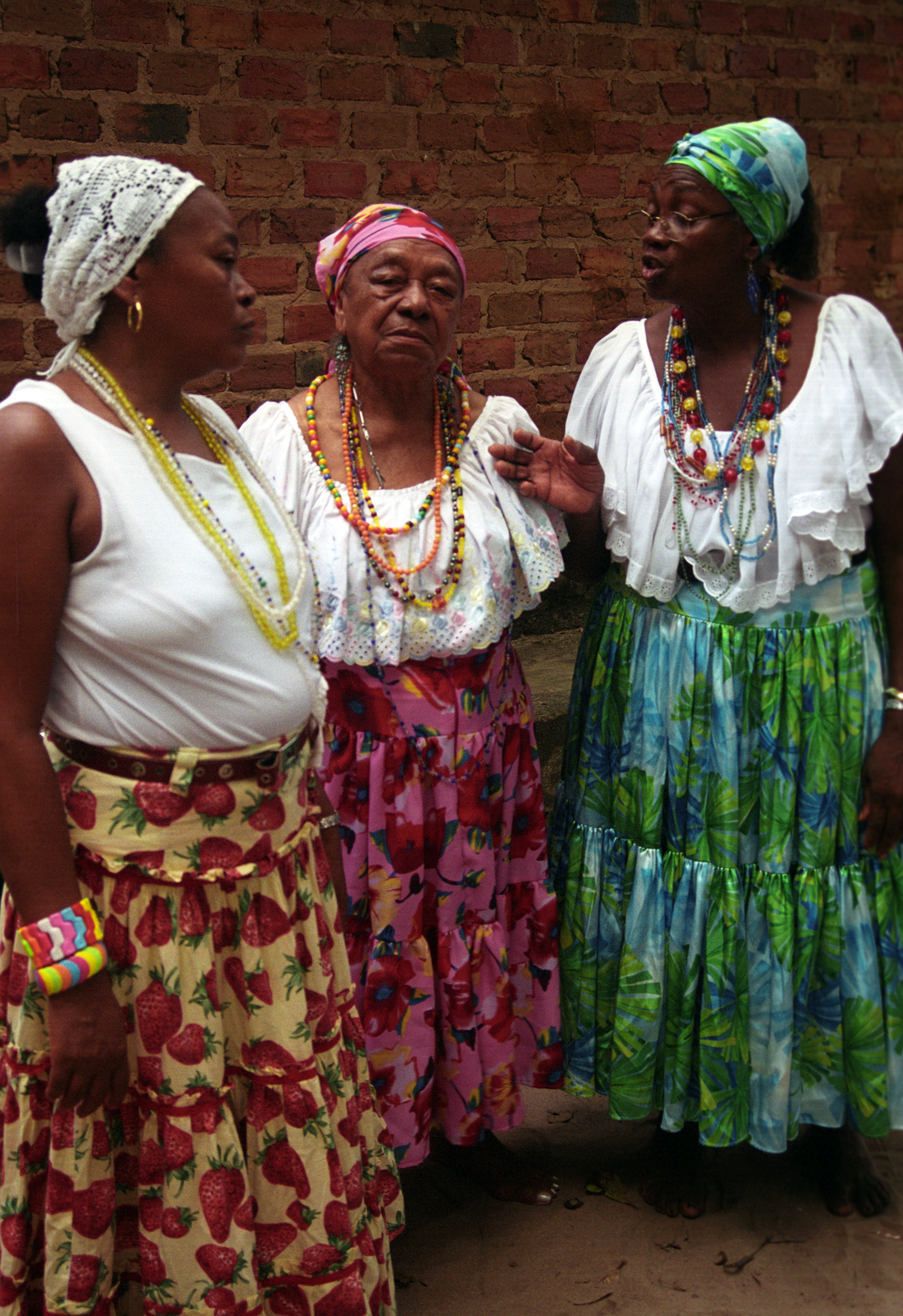
Brincantes vestidas para dançar o Tambor de Crioula

A dança não requer ensaios. Originalmente, não exigia um tipo de indumentária fixa, mas, nos dias atuais, a dança pode ser vista com as brincantes vestidas em saias rodadas com estampas em cores vivas, anáguas largas com renda na borda e blusas rendadas e decotadas, brancas ou de cor. Os adornos de flores, colares, pulseiras e torços coloridos na cabeça completam a caracterização da dançante. Os homens trajam calça branca, chapéu de palha e camisa estampada.
A animação é feita com o canto puxado pelos homens, acompanhado pelas mulheres. Um brincante puxa a toada de levantamento, que pode ser uma toada já existente ou improvisada. Em seguida, o coro, integrado pelos instrumentistas e pelas mulheres, acompanha, passando esse canto a compor o refrão para os improvisos que se sucederão. Os temas, puxados livremente em toadas, podem ser classificados como de auto apresentação, louvação aos santos protetores, sátiras, homenagem às mulheres, desafio de cantadores, fatos do cotidiano e despedida.

A coreografia da dança apresenta vibrantes formas de expressão corporal, principalmente pelas mulheres, que ressaltam, em movimentos coordenados e harmoniosos, cada parte do corpo (cabeça, ombros, braços, cintura, quadris, pernas e pés). As dançantes se apresentam individualmente no interior de uma roda formada por um grupo de vários brincantes, incluindo dirigentes, dançantes, cantadores e tocadores. Da roda, participam também os acompanhantes do tambor. Todos acompanham o ritmo com palmas.

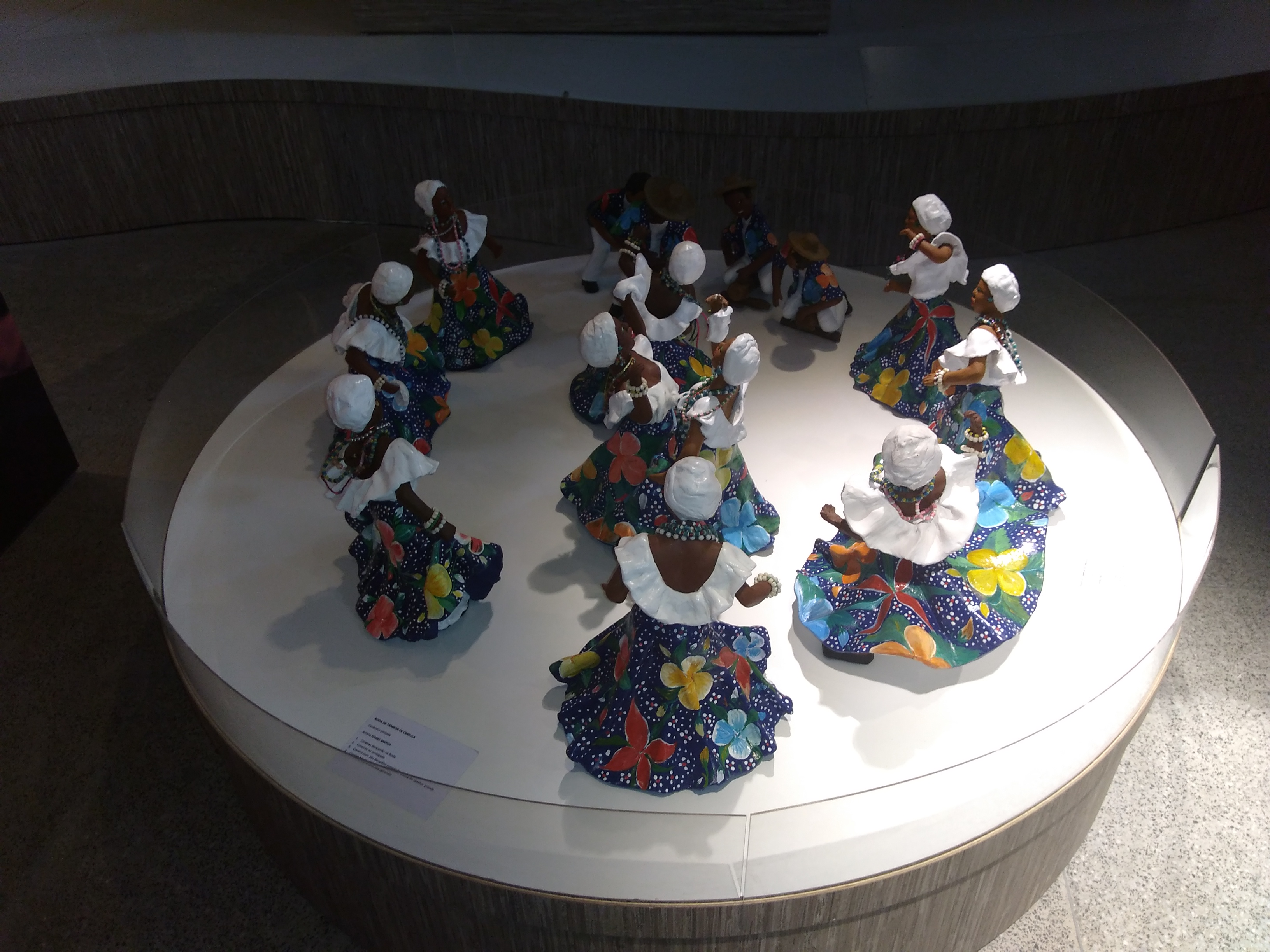
Exposição na Casa do Tambor de Crioula

O tambor de crioula apresenta coreografia livre e variada. A brincante, que está no centro é responsável pela demonstração coreográfica principal, mostrando sua forma individual de dançar. No centro da roda, os movimentos são mais livres, mais intensos e bem acentuados, seguindo o compasso dos tocadores.
A dança apresenta uma particularidade: a punga ou umbigada. Entre as mulheres, caracteriza-se como um convite para entrar na roda. Quando a brincante está no centro e quer sair, avança em direção a outra companheira, aplicando-lhe a punga, que consiste no toque com a barriga. A que estiver na roda vai para o centro para continuar a brincadeira.

## Instrumentos musicais
- Tambores: grande, meião e crivador. Juntos, formam a parelha.
- Pandeiro
- Matracas

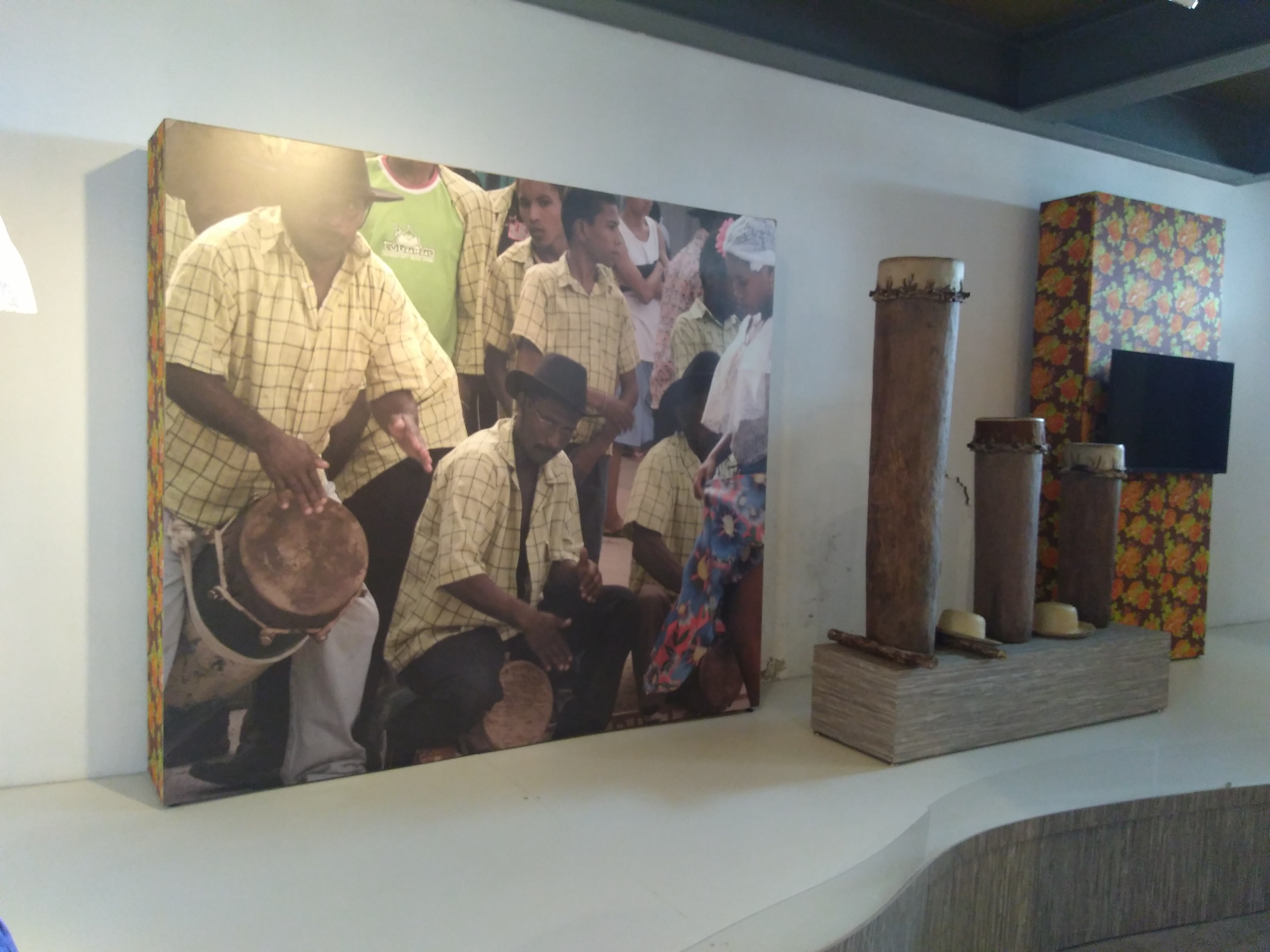
Instrumentos utilizados no Tambor de Crioula

Toda a marcação dos passos da dança é feita por um conjunto de tambores que os brincantes chamam de parelha. São três tambores nos tamanhos pequeno, médio e grande, feitos de troncos de mangue, pau d'arco, soró ou angelim. Um par de matracas batidas no corpo do tambor grande auxilia na marcação. O tambor pequeno é conhecido como crivador ou pererengue; o médio é chamado de meião, meio ou chamador e o grande recebe, entre os tocadores, os nomes de roncador ou rufador. Cada tambor tem uma função específica na roda:
- O Grande é tocado pelo coureiro (também o cantor principal), que o enlaça na cintura e o toca em pé, entre as pernas, usando as pontas dos dedos. É considerado o mais difícil de tocar, pois exige do instrumentista adaptação e improviso de acordo com o canto e a coreografia, sendo o responsável por marcar a punga (com um "murro" de mão fechada).[8]
- O Meião é tocado com o coureiro sentado, com o tambor entre as pernas. Ele é responsável por iniciar o toque e dar o ritmo da música, sendo considerado o "tambor mestre" que dá suporte rítmico aos outros tambores.[8]
- O Crivador também é tocado sentado e produz um som agudo, tendo a função de dar suporte ao solo do tambor grande, juntamente com o meião.[8]

Os tambores são bastante rústicos, feitos manualmente de troncos cortados nos três tamanhos e trabalhados exteriormente com plainas para que a parte superior fique mais larga que a inferior. Internamente, o tronco é trabalhado a fogo com o auxílio de instrumentos de ferro para que fique oco. A cobertura do tambor é feita com o couro de boi, veado, cavalo ou tamanduá. Depois da cobertura, é derramado azeite doce no couro, que fica exposto ao sol para enxugar e atingir o "ponto de honra", quando é considerado totalmente pronto. Durante a dança, os tambores são esquentados na fogueira para que tenham afinação perfeita.
Atualmente, há uma progressiva substituição dos tambores de madeira por canos de PVC devido à dificuldade de obtenção da matéria-prima (leis ambientais) e à facilidade de manuseio. Essa mudança gera controvérsias entre os brincantes, alguns rejeitando-a pela perda da sonoridade tradicional, enquanto outros enaltecem os tambores de PVC.
A matraca, um instrumento mais recente na parelha, é tocada por um instrumentista agachado no corpo do tambor grande, com um som mais alto que os tambores.

## Cantos e toadas
A animação da dança é feita pelo canto puxado pelos homens, acompanhado pelas mulheres. Um brincante inicia a toada de levantamento, que pode ser uma melodia já existente ou improvisada. Em seguida, o coro, formado pelos instrumentistas e pelas mulheres, acompanha, e esse canto se torna o refrão para os improvisos que se seguem.
As melodias das canções, que se misturam e modificam com o tempo, são compostas por improvisos e cantigas entoadas, e frequentemente mostram uma visível influência ou sincretismo com as formas melódicas portuguesas.
As toadas podem ser classificadas em:
- Toadas novas: Referem-se a fatos atuais, ao dono do tambor, à política cultural e a eventos recentes, e geralmente possuem um compasso mais acelerado.
- Toadas mortas: São as cantigas tradicionais, de sonoridade mais lenta e amplamente conhecidas entre os brincantes.
- Há também versos improvisados, que abordam temas diversos sem uma sequência fixa.

Os principais temas das toadas incluem:
- Autoelogios (ao cantador ou aos brincantes).
- Autoapresentação (saudações e cumprimentos).
- Reverência e homenagem aos santos protetores (especialmente São Benedito).
- Sátiras e descrições de fatos do cotidiano (ligadas a situações, pessoas ou lugares vivenciados).
- Desafios entre cantadores.
- Recordações amorosas e homenagem às mulheres.
- Despedidas.

As canções do Tambor de Crioula, muitas vezes com vocabulário informal e pronúncia despreocupada, como no caso do uso de "tou" para "estou", desempenham um papel crucial na preservação e reconstituição da memória e cultura dos participantes. Essas músicas refletem a vida diária e os sentimentos dos negros, sendo frequentemente as mais alegres para amenizar a dor e o sofrimento.
Compositores de renome nacional, como João do Valle e Zeca Baleiro, foram influenciados pelo Tambor de Crioula em suas criações musicais, seja na estrutura rítmica ou no padrão de versificação.

## Dimensão religiosa e ritualística
Há divergência de pontos de vista conceituais sobre a dimensão religiosa e o caráter ritualístico do Tambor de Crioula na bibliografia. Domingos Vieira Filho afirma que o Tambor de Crioula é uma "simples dança para se divertir, sem a menor pertinência ou ligação com a religiosidade do negro maranhense e seus descendentes". Para ele, o conceito de ritual está estritamente ligado a propriedades mágico-religiosas, e, como a dança não teria traços religiosos, não seria ritualística. A confusão com o Tambor de Mina, segundo Vieira Filho, seria apenas pelo uso de um trio de tambores, que no Tambor de Crioula servem apenas para conduzir o ritmo, enquanto no Tambor de Mina teriam função mágica.
Em contraste, Sergio Ferretti argumenta que o Tambor de Crioula possui "algumas conotações religiosas", como a fundação de grupos para pagamento de promessas a São Benedito, orações de ladainhas antes das apresentações e momentos em que as coreiras dançam com a imagem do santo. Para Ferretti, a noção de ritual se desvincula da dimensão meramente religiosa, sendo entendida como sistemas simbólicos de comunicação social que revelam valores e significados compartilhados pelos membros de um grupo. Desse modo, o Tambor de Crioula é uma "forma ritual de reafirmação de valores dos negros do Maranhão", expressando liberdade, força cultural, ritmo, alegria e a criação de um espaço próprio em meio a imposições.
Apesar de ser vista como uma forma de divertimento, a dança também é considerada uma manifestação cultural ligada a rituais de pagamento de promessas e de divertimento de uma classe social específica.
São Benedito, cultuado inicialmente por escravos negros devido à sua cor e origem africana, tornou-se um exemplo de humildade e pobreza, sendo amado por toda a população e conhecido como "o santo Negro". No Brasil, sua festa é celebrada em 5 de outubro, diferente da data mundial.
As rodas de tambor eram momentos cruciais para que os negros, mesmo após exaustivos dias de trabalho, pudessem reviver seus valores e crenças, que eram constantemente subjugados e alvo de preconceito religioso, racial e cultural. A necessidade de permissão das autoridades ou dos senhores de escravos para a realização dos eventos levou os negros a adequarem-se a símbolos e santos cristãos, como São Benedito, Nossa Senhora da Mercês, Santo Elesbão, Santa Efigênia, São Gonçalo Garcia e Nossa Senhora do Rosário, que se aproximavam de suas divindades, permitindo que gozassem de dias de folga e festejos. Essa "brincadeira" ou "folguedo" permitia que mantivessem vivas suas tradições, disfarçando crenças consideradas "tribais" e proibidas pelos brancos.

## Casa do Tambor de Crioula

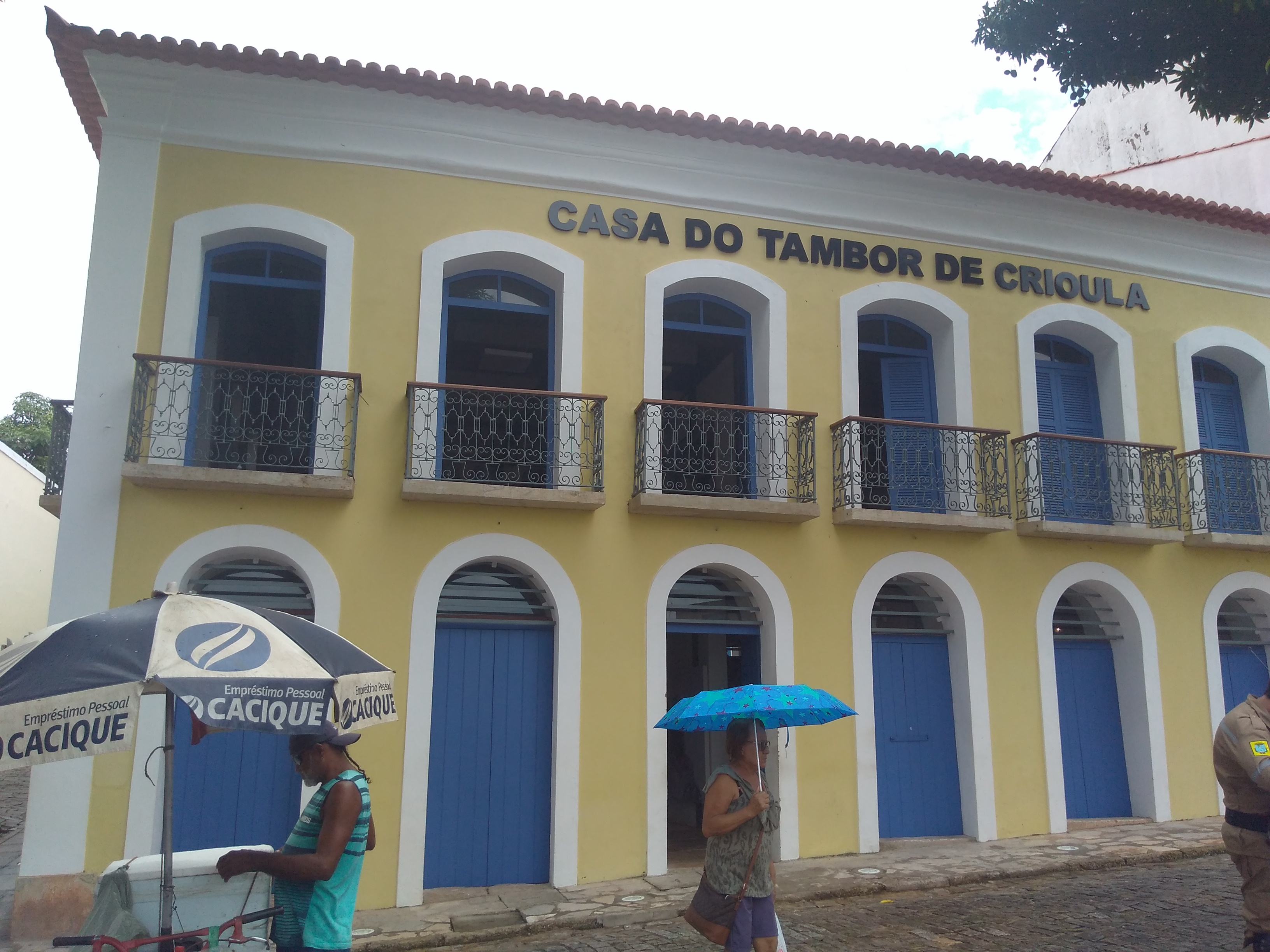
Casa do Tambor de Crioula, em São Luís.

Em julho de 2018, foi inaugurada a Casa do Tambor de Crioula, no bairro da Praia Grande, um espaço destinado a preservar e divulgar a manifestação cultural, e concebido como um um centro de pesquisa, memória e documentação da história afrobrasileira.
O local conta um espaço multiuso destinado à exposição permanente, com artefatos, painéis e informação sobre o Tambor de Crioula. Na área de vivência, ocorrem as apresentações dos grupos. Há salas de dança, oficinas, estúdio de gravação e auditório. 
No espaço para atividades de ensino e formação, são realizadas oficinas de saberes tradicionais (ritmo/dança, confecção de indumentárias e de tambores, artesanato e demais inúmeras formas de produção e reprodução material e imaterial sobre a manifestação).
Além do espaço audiovisual, há um centro de pesquisa e documentação sobre temas relacionados ao Tambor de Crioula e demais temas relacionados a cultura popular de base africana e foi instalado um estúdio de gravação de CD.

## Ver Também
- Bumba-meu-boi do Maranhão
- Cacuriá
- Centro de Comercialização de Produtos Artesanais do Maranhão (Ceprama)